# 36 Аталанта
36 Аталанта (лат. 36 Atalante) је астероид главног астероидног појаса са пречником од приближно 105,61 km.
Афел астероида је на удаљености од 3,580 астрономских јединица (АЈ) од Сунца, а перихел на 1,914 АЈ.
Ексцентрицитет орбите износи 0,303, инклинација (нагиб) орбите у односу на раван еклиптике 18,434 степени, а орбитални период износи 1663,365 дана (4,554 године).
Апсолутна магнитуда астероида је 8,46 а геометријски албедо 0,065.
Астероид је откривен 5. октобра 1855. године.